# Nästa generation batterier
Nästa generation batterier (NGB) eller post-litiumbatterier är ett samlingsnamn för batterier som undersöks och utvecklas till följd av den begränsade tillgången på litium och andra ämnen i litiumjonbatterier som t.ex. grafit och kobolt. Utvecklingen av NGB har som mål att tillhandahålla batterier med hög energidensitet, längre livslängd, låg kostnad, mångsidiga användningsområden och minskat/inget litiuminnehåll . Högpresterande batterier behövs för utvecklingen av elfordon, portabel elektronik och gröna energilagringssystem. Termen post-litium batterier kan verka vara något förvirrande då den ändå inkluderar batterier som baseras på litium, men post-litium refererar till teknologier som utvecklats efter litiumjonbatteriet, vilket kommersialiserades 1991 av Sony. Batterier såsom bly-syra, nickelmetall-hydrid (NiMH), nickelkadmium, ZEBRA, och natrium-svavel m.fl. räknas inte som NGB.
Typiska NGB baseras på natrium (Na), magnesium (Mg), kalcium (Ca), aluminium (Al), etc.

## Olika typer av nästa generation batterier
Med exempel från dagens litiumbatterier är litium-jonbatterier celler där litiumjoner interkaleras vid anoden, typiskt in i grafit. Litium-metallbatterier har däremot en anod av ren litium där litium pläteras på ytan. Ett samlingsnamn för båda koncepten är litiumbatteri, men ibland används detta namn (lite förvirrande) även för enbart litiummetallbatterier eller litium-jonbatterier. 
Detsamma gäller för NGB: natrium/natriumjon, magnesium/magnesiumjon, aluminium/aluminiumjon, etc.
Utöver denna grundregel finns det också NGB där katoden specificeras: litium-svavel (Li-S), litium-syre, eller vanligare litium-luft, Li-O2. Dessa svavel- och luftbatterier finns även i varianter där Li ersatts med Na, Mg, Ca, eller Al.

### Natriumjonbatterier
Natriumjonbatterier (Na-jonbatterier) baseras på samma teknik som litiumjonbatterier (Li-jonbatterier) men har Na+ som laddningsbärare istället för Li+. Under urladdning vandrar elektroner från den negativa elektroden (anod) till den positiva elektroden (katod) via en extern krets. Na+ jämnar ut laddningsskillnaderna som bildas och vandrar därför till den positiva elektroden inuti cellen. Natrium är det fjärde mest förekommande grundämnet i jordskorpan och har en billig och icke energikrävande utvinningsprocess. Natrium bildar inte legeringar med aluminium vilket möjliggör strömuppsamlare av aluminium, medan Li-jonbatterier måste använda strömuppsamlare av koppar - som är betydligt tyngre och framförallt dyrare.
Några av de vanligaste katodmaterialen som utforskars är metalloxider, joniska nätverk och analoger till föreningen preusiskt blått (vanligtvis kallade PBAs). De vanligaste anodmaterialen i forskningen för natriumjonbatterier är övergångsmetalloxider, metaldisulfider, legeringar samt hard carbon.  För kommersialisering av natriumjonbatterier behövs ett lämpligt anodmaterial.  Grafit som används i Li-jonbatterier kan tyvärr inte användas i Na-jonbatterier - istället undersöks andra material som ofta har lägre kapacitet.  Det vanligaste materialet i dagsläget är hard carbon vilket är en typ av icke-grafitisk kol.   Utöver problematiken med anoden finns det även problem med katodsidan. Ett problem som många av katodmaterialen har är dålig strukturel stabilistet och följaktligen kort livslängd (få upp- och urladdningar). Genom att öka stabiliteten och cyklingsförmågan skulle batterierna få en längre livslängd. 

### Litium-svavelbatterier
Litium-svavelbatterier (Li-S) har rört stort intresse på grund av en hög teoretisk energitäthet samt en stor tillgång på svavel. Svavel är billigt, vanligt förekommande och har låg miljöpåverkan. Batterierna består av en elektrod av svavel och en av litiummetall. De största utmaningarna med Li-S är låg praktisk energitäthet, avtagande kapacitet och den låga elektriska ledningsförmågan hos svavel – svavel är en isolator. Det motverkas genom att jobba med kol-svavelkompositer med hög ytarea på kolet som anoder . Avtagande kapacitet är en konsekvens av ”shuttling”- som är en process där svavel i katoden under urladdning bildar polysulfider som löser sig i elektrolyten och under uppladdning reagerar med anoden. Shuttling-effekten kan motverkas genom att i) oxidera polysulfiderna innan de når anoden, ii) täcka anoden med ett skyddande lager, eller iii) förhindra polysulfiderna från att komma ut i elektrolyten genom att använda nano-porösa kolkatoder. Högre koncentrationer av salt i elektrolyten har även det visat sig minska shuttling-effekten, men detta höjer även kostnaden för batteriet. 

### Multivalenta batterier
NGB baserade på di- eller trivalenta metaller kan utväxla mer än en elektron per katjon. Detta resulterar i hög teoretisk energidensitet. Dessa teknologier baseras på billiga och vanligt förekommande metaller såsom magnesium, kalcium och aluminium. Den stora utmaningen för uppladdningsbara multivalenta batterier är livslängden i antalet ur- och uppladdningar. Multivalenta batterier kan komma att spela en viktig roll i framtida storskalig energilagring.

#### Magnesiumbatterier
Magnesiumjonen, Mg2+, kan bära två laddningar per atom, och som anodmaterial har magnesium närmare den dubbla volumetriska kapaciteten jämfört med litium. Magnesium är det åttonde mest förekommande grundämnet i jordskorpan och är billigt. Mg2+ har ungefär samma radie som Li+ vilket i teorin implicerar att samma katodmaterial som används i Li-jonbatterier även skulle kunna fungera för Mg-batterier, men detta har visat sig vara svårt att tillämpa i praktiken då Mg2+ tenderar att reagera med katoden och bilda MgO vilket försämrar reversibiliteten i reaktionen och därmed antalet gånger batteriet kan återuppladdas. Mg2+ har låg diffusion i fasta material vilket försämrar batteriets möjlighet till högt effektuttag. Analogt med Li-jonbatteriet bildas en ny fast fas i mellanytan mellan elektrolyt och anod (SEI) på Mg-metallen. SEI i Mg-batterier leder ofta Mg-joner dåligt och därför behövs även nya elektrolyter.

#### Kalciumbatterier
Kalciumjonen, Ca2+, har två laddningar per atom precis som Mg2+ och grundämnet är det femte mest förekommande ämnet i jordskorpan. En av Ca-jonbatteriets mest lovande egenskaper är den snabbare diffusionen av Ca2+ jämfört med Mg2+, samt att potentialen är mycket närmare litiummetall. Det senare gör att cellspänningen kan bli i stort sett densamma men med mycket högre kapacitet i elektroderna speciellt den negativa. En stor utmaning för Ca-batterier precis som för de andra multivalenta batterierna är att hitta kompatibla positiva elektrodmaterial. Ett annat problem är att hitta elektrolyter där batteriet kan verka vid rumstemperatur tillsammans med kalciummetall. 

#### Aluminiumbatterier
Aluminium är billigt och det tredje mest förekommande grundämnet i jordskorpan. Jonen Al3+ kan bära tre laddningar per atom vilket har fördelen att batteriet har hög teoretisk energitäthet. Al reagerar inte med luft vilket betyder att produktionen av Al-batterier inte innebär risker, så som produktion av Li-batterier gör.
De främsta utmaningarna i Al-jonbatterier består av att hitta elektrodmaterial som fungerar ihop med Al3+, samt det begränsade utbudet av elektrolyter som finns tillgängliga. Elektroder i grafit klarar att interkalera Al3+, men då elektrolyten producerar AlCl4- anjoner kommer dessa att interkaleras samtidigt. Detta resulterar i att mängden elektrolyt utgör en begränsande faktor för batteriets kapacitet vilket sänker energidensiteten. Al-jonbatterier kan tyvärr inte kopiera teknologin för ett Li-jon batteri då Al3+ skulle reagera starkt med ämnen i katoden.
Al-organiska batterier använder sig av en teknologi där anoden består av Al och katoden av organiskt material. Även andra multivalenta metaller använder denna teknologi. Dessa har fördelen hög teoretisk kapacitet och att de kan tillverkas vid rumstemperatur, vilket sänker miljöpåverkan för batterierna. Utvecklingen har dock en bit kvar att gå innan dessa kan industrialiseras.

## Tillämpningar

### Energilagring på elnätet
För att öka mängden tillgänglig förnyelsebar energi behövs storskaliga energilagringsmöjligheter införas på elnätet. Solceller kan endast producera energi dagtid och vindkraft är beroende av väderförhållandena. NGB har möjlighet att spela en stor roll i utökningen av förnyelsebar energi på elnätet. Dessa NGB behöver nödvändigtvis inte ha hög energidensitet, men bör vara billiga, hållbara och ha låga underhållskrav. När multivalenta batterier ökat i mognadsgrad har dessa god potential att matcha de egenskaper som efterfrågas för storskalig energilagring. Även natriumjonbatterier är lovande för denna applikation. 

### Elfordon
Transportsektorn ansvarar för ca 30% av världens CO2-utsläpp. Elfordon kan vara lösningen, men detta kräver att batterierna som används har en minskad miljöpåverkan. Bilar, bussar, lastbilar, båtar och flyg är fordon som skulle kunna vara eldrivna i en större skala när bättre teknologier än litiumjonbatterier finns tillgängliga. Utmaningen med batterier i elfordon är att hitta batterier med högre energidensitet så att längre körsträckor utan stopp för laddning kan uppnås. Batterier som klarar att laddas upp snabbt utan att förlora i kapacitet är även eftertraktade.

## Återvinning
Ett annat sätt att minska litiumkonsumtion är genom återvinning. Projekt där återvinningsmetoden metallurgi vidareutvecklas för att kunna återvinna litium från batteriuppsamlingar pågår. Recupyl i Frankrike och Accurec i Tyskland är exempel på företag som undersöker möjligheterna. Nuvarande återvinningsmetoder av Li-jonbatterier tar inte till vara något litium alls. De vanligaste återvinningsmetoderna på industriell skala är pyrolys och pyrometallurgi. Fokus ligger där vid att ta vara på kobolt, nickel, koppar och resten blir slagg med litium och legeringar. Kobolt är den mest värdefulla metallen på listan och dess pris påverkar återvinningens lönsamhet. Tidigare har det inte varit lönsamt att återvinna litium vilket minskat företagens ansträngningar att göra det.